# Чистенское сельское поселение
Чистенское се́льское поселе́ние (укр. Чистенське сільське поселення, крымскотат. Чистенькое кой юрту, Аджы Къал кой юрту) — муниципальное образование в составе Симферопольского района Республики Крым России.

## География
Поселение расположено в центральной части района, в верховьях Западного Булганака, в продольной долине между Внешней и Внутренней грядами Крымских гор. Примыкает на севере к Симферополю, далее, по часовой стрелке, граничит с Перовским сельским поселением, Бахчисарайским районом, Пожарским и западной частью Перовского поселения.
Площадь поселения 63,98 км².
Основные транспортные магистрали: автодорога 35Р-001 Симферополь — Севастополь и 35Н-528 Чистенькое — Новозбурьевка (по украинской классификации — территориальная автодорога Н06 и С-0-11334).

## Население
| 2001    | 2014    | 2015    | 2016    | 2017    | 2018    | 2019    |
| ------- | ------- | ------- | ------- | ------- | ------- | ------- |
| 8483    | ↗10 641 | ↗10 676 | ↗10 829 | ↗11 049 | ↗11 257 | ↗11 442 |
| 2020    | 2021    |         |         |         |         |         |
| ↗11 565 | ↗11 927 |         |         |         |         |         |

## Состав
В состав поселения входят 7 населённых пунктов:
| № | Населённый пункт | Тип населённого пункта | Население |
| - | ---------------- | ---------------------- | --------- |
| 1 | Чистенькое       | село, центр            | ↗5277     |
| 2 | Камышинка        | село                   | ↘127      |
| 3 | Левадки          | село                   | ↗1036     |
| 4 | Новозбурьевка    | село                   | ↘407      |
| 5 | Трёхпрудное      | село                   | ↗925      |
| 6 | Трудолюбово      | село                   | ↗339      |
| 7 | Фонтаны          | село                   | ↗3218     |

## История
По данным из книги «Города и села Украины. Автономная Республика Крым. Город Севастополь. Историко-краеведческие очерки», в 1925 году был образован Чистенский сельский совет. Согласно Списку населённых пунктов Крымской АССР по Всесоюзной переписи 17 декабря 1926 года в сельсовете числилось 4 населённых пункта с населением 793 человека:

| - Ливадки — 165 чел. - Терек-Эли — 97 чел. | - Чистенькое — 399 чел. - Ягмурцы — 132 чел. |

С 25 июня 1946 года сельсовет в составе Крымской области РСФСР, а 26 апреля 1954 года Крымская область была передана из состава РСФСР в состав УССР. На 15 июня 1960 года в составе совета числились сёла:
| - Камышинка - Ключевое | - Левадки - Новозбурьевка | - Трёхпрудное - Трудолюбово | - Фонтаны - Чистенькое |

Указом Президиума Верховного Совета УССР «Об укрупнении сельских районов Крымской области», от 30 декабря 1962 года Симферопольский район был упразднён и сельсовет присоединили к Бахчисарайскому. 1 января 1965 года, указом Президиума ВС УССР «О внесении изменений в административное районирование УССР — по Крымской области», вновь включили в состав Симферопольского. На основании решения Крымского областного Совета депутатов трудящихся от 6 августа 1965 года № 675 Ключевое из Чистенского сельсовета передано в состав Перовского.
С 12 февраля 1991 года сельсовет в восстановленной Крымской АССР, 26 февраля 1992 года переименованной в Автономную Республику Крым. С 21 марта 2014 года в составе Крыма аннексировано Россией. Законом «Об установлении границ муниципальных образований и статусе муниципальных образований в Республике Крым» от 4 июня 2014 года территория административной единицы была объявлена муниципальным образованием со статусом сельского поселения.